# María Teresa Forero
María Teresa Forero (Buenos Aires, 14 de septiembre de 1940) es una docente universitaria, licenciada en Letras, escritora, traductora y dramaturga argentina. Es autora de más de 45 libros, tiene catorce obras de teatro estrenadas, es profesora universitaria y conferencista, además de haber sido jurado en los premios Emmy Latinos.

## Biografía
Estudió en la Universidad de Buenos Aires (UBA). Es licenciada en Letras, y traductora literaria de francés, italiano y portugués.
En los años sesenta fue alumna del escritor Jorge Luis Borges (1899-1986), quien la invitó en muchas ocasiones a su cátedra de Literatura en la Universidad de Buenos Aires.
Es sobrina materna de la científica y nutricionista argentina Elena Musmanno (1911-2012).
Se dedicó durante muchos años a enseñar literatura.
Invitada por Sergio Dantí, comenzó a escribir obras para niños. Estrenó más de una decena a lo largo de los años setenta:

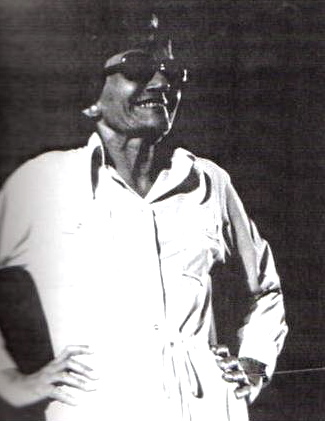
La periodista argentina Blackie introdujo a María Teresa Forero en el mundo de la televisión.

La periodista y productora de televisión Blackie (Paloma Efron, 1912-1977) se propuso producir un ciclo con escritores latinoamericanos en Canal 13. Entonces hizo un casting de licenciados en Letras. Seleccionó a Forero y la hizo estudiar escritura de guiones para televisión durante un año en el mismo canal.
En los años ochenta, Forero comenzó a trabajar para ese medio casi exclusivamente.
Fue premiada en narrativa por el Fondo Nacional de las Artes.
En 1982 recibió el premio Estrella de Mar 1981-1982 por la obra de teatro Fábrica de nubes.
Escribió el ciclo Compromiso, ciclos policiales, algunos capítulos de Mesa de noticias (que normalmente era escrito por Jorge Faruk Palacio [1926-2006], y a veces por Faruk y Forero).
En 2002 / 2003 fue jurado de los premios Emmy Latinos.
La única jurado por América Latina de los premios Emmy Internacional (a la producción mundial de TV) en esos años, la cual fue elegida por unanimidad de los otros jurados de América Latina, lo que le valió, según el reglamento de la  National Academy of Television, Arts and Sciences, ser miembro invitado de la misma por esos dos años. 
Es catedrática y conferencista habitual en México D. F., donde dicta cursos sobre temas como la telenovela en América Latina y la función social de las telenovelas.
En 2007 dio un taller en México acerca de la literatura de Jorge Luis Borges (que fue su profesor de Literatura en la universidad).
En la Universidad de Belgrano imparte clases de Guion Radial y Televisivo.
Fue presidenta del Consejo de Televisión de Argentores (Sociedad General de Autores de la Argentina).
Se dedica a la detección de posibles plagios o copias en la televisión.
Reconocida entre otras cosas por haberle ganado un juicio por plagio al escritor español Arturo  Pérez-Reverte, miembro de la Real Academia Española,. Se trató de la primera y única vez que una perito le ganaba a un miembro de la RAE.
Fue perito en la querella de Raúl Portal (1939-) contra Diego Gvirtz (1964-) y en varias denuncias contra programas televisivos de ficción producidos por empresas locales.
En 2011, María Teresa Forero ―como experta en peritaciones judiciales sobre plagios de obras literarias y audiovisuales― analizó el guion de la película Gitano, escrita por el  escritor español Arturo Pérez-Reverte (1951-) y protagonizada por el bailarín Joaquín Cortés y Laetitia Casta. Forero presentó un análisis de 40 páginas en el que estudió la psicología y la función de cada personaje, y demostró 87 semejanzas con el guion de la película Corazones púrpura, escrito por el guionista y cineasta español Antonio González-Vigil (1954-). El peritaje habilitó la sentencia de la Audiencia Provincial de Madrid (España) en contra de Pérez-Reverte, condenándolo en mayo de 2011 a pagar 161 000 euros (posteriormente , en el recurso de apelación, se rebajó a 80 000 euros)  .
TELEVISA MEXICO. María Teresa Forero ha sido Directora de Arte y Contenidos en Televisa, México, desde noviembre de 2008 a abril de 2012. 

## Publicaciones[13]
- 1985: María Teresa Forero y Gustavo Trigo: Mogolashó amigo. Buenos Aires: Aique, 1985.
  - 1985: María Teresa Forero y Gustavo Trigo: Mogolashô friend. Lyndhurst (Nueva Jersey): Lectorum Publications, 1985.[14]
- 1987: María Teresa Forero y José Sbarra: Andy, el paseador de perros. Buenos Aires: Torres Agüero Editor, 1987. 34 páginas.[15]
- 1992: María Teresa Forero: Páginas con Patagonia (antología). Buenos Aires: Aique, 1992. 126 páginas.[16]
- 1992: María Teresa Forero y Yolanda Elgorreaga: Páginas bonaerenses: antología. Buenos Aires: Aique, 1992.
- 1993: Ana Arias y María Teresa Forero: El trébol azul 5: leer y conocer. Buenos Aires: Aique, 1993
- 1994: Ana Arias y María Teresa Forero: El trébol azul. 4: leer y conocer. Buenos Aires: Aique, 1994
- 1994: María Teresa Forero: Los libros del Maitén: cuentos y cantos : libro de lectura para 5.º grado. Buenos Aires: Aique, 1994.
- 1994: María Teresa Forero: Páginas con Mendoza: antología. Buenos Aires: Aique, 1994.
- 1994: María Teresa Forero, Laura B. de Stisin y Ana Arias: Abrecaminos 7: claves para estudiar mejor. Buenos Aires: Aique, 1994. 63 páginas.[17][18]
- 1995: María Teresa Forero: Los libros del Tamanduá. Cuentos y cantos. Libro de lecturas recreativas para 4.º grado: libro de lectura para 4.º grado. Buenos Aires: Aique, 1995.
- 1995: María Teresa Forero: Cuentos y cantos: libro de lectura para cuarto grado. Buenos Aires: Aique. 79 páginas.[19]
- 1995: María Teresa Forero: Santa Fe, las palabras y la gente: antología. Buenos Aires: Aique, 1995.
- 1995: María Teresa Forero, y Julio Enrique Niño Cuervo: Un enfoque para la comprensión de lectura. Centro de Investigaciones Científicas y Extensión de la Facultad de Educación, Universidad Pedagógica y Tecnológica de Colombia, 1995. 17 páginas.[20]
- 1996: Marta Marín, María Teresa Forero y otros: Lengua 7. Buenos Aires: Aique, 1996.
- 1996: María Teresa Forero y otros: Páginas con Cuyo: antología. Buenos Aires: Aique, 1996.
- 1996: Ana Arias y María Teresa Forero: El trébol azul (5.º): leer y conocer. Buenos Aires: Aique, 1996
- 1996: Jorge Blanco, María Teresa Forero y otros: Manual Aique multiciencias bonaerense: 6.º grado EGB. Buenos Aires: Aique, 1996.
- 1996: María Teresa Forero y Claudia Lagnazzi: Páginas con Patagonia: antología. Buenos Aires: Aique, 1996
- 1997: María Teresa Forero: Páginas con Santa Fe: antología. Buenos Aires: Aique, 1997.
- 1998: María Teresa Forero: Manual de dudas del idioma. Buenos Aires: Aique, 1998. 402 páginas.[21]
- 1998: María Teresa Forero: Ortografón: libraco ideado especialmente para combatir con humor todas las faltas de ortografía y enriquecer el lenguaje. Buenos Aires: Aique, 1998.
- 1998: Ana Atorresi, María Teresa Forero y otros: Lengua (6.º EGB). Buenos Aires: Aique, 1998
- 1999: María Teresa Forero, y Silvia Ubertalli: ¿Cómo salgo de este lío? Buenos Aires: El Ateneo, 1999. 48 páginas. ISBN 9789500285049.[22]
- 2000: Palabrabierta: antología literaria. Buenos Aires: Aique, 2000
- 2002: Escribir televisión. Manual para guionistas. Buenos Aires: Paidós, 2002.[5]
- 2003: María Teresa Forero, y María Amalia Fones: Cómo estudiar mejor: modernas técnicas de estudio, lectura rápida y comprensión de texto. Buenos Aires: Arquetipo Grupo Editorial, 2003. 360 páginas.[23]
- 2004: Lengua 5. Buenos Aires: Estrada, 2004
- 2005: Lengua 4. Buenos Aires: Estrada, 2005
- 2005: Cómo hablar correctamente y comunicarnos mejor. Montevideo: Concepto/Latinbook, 2005. ISBN 9789974791596.[24]
- 2005: María Teresa Forero: Cómo hablar correctamente y comunicarnos mejor: técnicas de comunicación oral. Bookworld Services, 2005. 120 páginas.[25]
- 2005: Cómo escribir correctamente y sin errores. Técnicas de comunicación escrita. Montevideo (Uruguay): Latinbooks Internacional (colección Saber Más).[26]
- 2006: María Teresa Forero: Jugando con la ortografía ¡y adiós a las faltas!. Buenos Aires: Cultural Librera Americana, 2006.[27]
- 2006: María Teresa Forero: ¿A mí por qué me retan?. Buenos Aires: EDB, 2006. 57 páginas.[28]
- 2007: Lengua 6. Buenos Aires: Estrada, 2007
- 2007: Silvia Calero, María Teresa Forero y otros: Lengua y literatura para pensar. Buenos Aires: Kapelusz, 2007
- 2007: María Teresa Forero: Lectura y memorización rápida. Buenos Aires: Arquetipo Grupo Editorial, 2007. 136 páginas.[29]
- 2007: María Teresa Forero: Técnicas de comunicación oral. Buenos Aires: Arquetipo Grupo Editorial, 2007. 135 páginas.[30]
- 2007: María Teresa Forero: Técnicas de comunicación escrita. Buenos Aires: Arquetipo Grupo Editorial, 2007. 136 páginas.[31]
- 2007: María Teresa Forero: Sistemas y técnicas de estudio. Buenos Aires: Arquetipo Grupo Editorial, 2007. 136 páginas.[32]
- 2007: María Teresa Forero, y Omar Francia: Taller práctico de comprensión de textos. Lexus/Arquetipo, 2007. 360 páginas.[33]
- 2008: Isabel Vassallo, María Teresa Forero y otros: Lengua 8: literatura. Buenos Aires: Estrada, 2008
- 2008: Isabel Vassallo, María Teresa Forero y otros: Lengua 9: literatura. Buenos Aires: Estrada, 2008
- 2008: María Teresa Forero: Lengua y literatura para pensar. Buenos Aires: Kapelusz, 2008
- Sin fecha: Los géneros literarios a lo largo de la historia.[4]
- Saber usar el lenguaje.[3]
- El callejón de las armaduras.[3]
- 2015: María Teresa Forero y Leonardo Garabieta: Las caszas del alma. Universidad de Belgrano.[34]

### Guiones de televisión[35]
- 1982: Pelito (serie de televisión).
- 1983: Mesa de noticias (serie de televisión).
- 1983: Compromiso (serie de televisión).
- 1987-1990: Clave de sol (serie de televisión).
- 1989: Así son los míos (serie de televisión).
- 1992: La elegida (serie de televisión).
- 1994: Alta comedia (serie de televisión).
- 1996: Chiquititas (serie de televisión); (como Teresa Forero).

### Obras para niños[8]
- ¿A mí por qué me retan? (Buenos Aires, 2006, ISBN 978-987-541-115-9),[36]
- Aquí me pongo a acampar,
- Del triunfo de los coches; recopilación y adaptación de entremeses del siglo XVII, de Miguel de Cervantes, Lope de Vega y Jerónimo de Barrionuevo (1587-1671),
- El nono en el jardín,
- Fábrica de nubes,
- Muecas en el espejo,
- Un músico en la sopa (restaurante-concert).[37]